# Колон, Бартоло
Бартоло Колон (исп. Bartolo Colón, род. 24 мая 1973 года) — доминиканский профессиональный бейсболист, выступающий на позиции питчера в клубе Baseball United «Карачи Монархс». Ранее выступал в Главной лиге бейсбола за команды «Кливленд Индианс» (1997—2002), «Монреаль Экспос» (2002), «Чикаго Уайт Сокс» (2003, 2009), «Анахайм Эйнджелс/Лос-Анджелес Энджелс из Анахайма» (2004—2007), «Бостон Ред Сокс» (2008), «Нью-Йорк Янкис» (2011), «Окленд Атлетикс» (2012—2013), «Нью-Йорк Метс» (2014—2016), «Атланта Брэйвз», «Миннесота Твинс» (обе — 2017) и «Техас Рейнджерс».
В 2005 году, играя в составе «Эйнджелс», он стал самым лучшим питчером Американской лиги, получив приз Сая Янга. Во время сезона 2012 года Колон был отстранён на 50 игр после того, как у него был обнаружен синтетический тестостерон.

## Ранние годы
Колон родился в городке Альтамира в Доминиканской Республике. Его семья жила настолько бедно, что у них в дом не было ни электричества, ни водопровода, ни канализации. Уже с раннего детства Бартоло начал помогать родителям зарабатывать деньги и ежедневно вместе с отцом, братьями и сестрой работал 12 часов пакуя бобы и фрукты. Так как его родители не могли позволить себе купить детям бейсбольные мячи и перчатки, вместо мячей Бартоло использовал плотно намотанные тряпки, а вместо перчатки — коробки из-под молока. В настоящее время Колон жертвует крупные суммы своей старой коммуне.

## Профессиональная карьера

### Кливленд Индианс
В 1993 году Бартоло Колон подписал контракт с «Кливленд Индианс» на правах свободного агента.
В 1995 году, играя за Кинстон в Лиге Каролины, он стал вторым в чемпионате по количеству одержанных побед (13) и ERA (1,96), и лидером по количеству страйкаутов (152). За его достижения он был назван питчером года, а также Игроком года «Индианс» среди низших лиг.
В 1997 году он уже выступал в клубе уровня ААА «Баффало Байзонс», в составе которого стал первым в истории игроком команды, сыгравшим ноу-хитер на «Кока-Кола-филде».
В МЛБ Колон дебютировал 4 апреля 1997 года в игре против «Анахайм Эйнджелс» и его первый матч закончился без решения. В его дебютном сезоне он показал результат 4-7 с показателем ERA 5,65. 26 июня 1998 года он установил современный рекорд МЛБ по количеству бросков против одного отбивающего (Рики Гутьереса) — 20. И, в итоге, это противостояние закончилось страйкаутом. Позже в этом сезоне Колон одержал свою первую победу в Чемпионской серии Американской лиги, отыграв полную игру, в которой пропустил всего четыре хита и одно очко. Сезон 1999 года он уже завершил с результатом 18-5 с показателем ERA 3,95.
18 сентября 2000 года он сыграл одна-хитовую игру против «Нью-Йорк Янкис».
27 июня 2002 года Бартоло Колон и Тим Дрю перешли в «Монреаль Экспос» в обмен на Клиффа Ли, Грейди Сайзмора, Ли Стивенса и Брэндона Филлипса. 15 января 2003 года Колон и Хорхе Нуньес перешли в «Чикаго Уайт Сокс» в обмен на Рокки Биддла, Джеффа Лифера и Орландо Эрнандеса.
7 мая 2016 года в игре против питчера «Сан-Диего Падрес» Джеймса Шилдса на «Петко-парке» Колон выбил свой первый хоум-ран в МЛБ. В возрасте 42 лет и 349 дней Колон стал самым возрастным игроком, выбившим свой первый хоум-ран в истории высшей лиги.

## Стиль игры
В арсенал подач Бартоло Колона входит четыре подачи. В начале своей карьеры он бросал фор-сим фастбол со скоростью около 100 миль в час. В настоящее время Колон бросает фор-симер со скоростью 90-94 миль в час, а ту-симер со скоростью 88-91 миль в час. Комбинация этих подач составляет 90 % его броскового арсенала. Кроме них он также бросает ченджап против леворуких отбивающих и слайдер.